# Cellule myéloïde progénitrice
La cellule myéloïde progénitrice (ou CMP) est une cellule issue de la cellule souche hématopoïétique (CSH), qui va pouvoir donner, en se divisant, la lignée myéloïde : Les myéloblastes sont des cellules immatures  de la moelle osseuse. Ils s'apparentent à des cellules souches mais n'ont la possibilité d'évoluer qu'en leucocytes (globules blancs) de la famille des granulocytes (ou polynucléaires).  

## Description
Les cellules suivront cette évolution:
- monoblaste ⇒ monocytes (qui deviendront macrophage dans les tissus)
- mégacaryoblaste⇒plaquettes, érythroblastes⇒globules rouges et cellules dendritiques myéloïdes.